# تری‌کلسیم فسفات
تری‌کلسیم فسفات (به انگلیسی: Tricalcium phosphate) یک ترکیب شیمیایی با شناسه پاب‌کم ۵۱۶۹۴۳ است. شکل ظاهری این ترکیب، پودر غیربلوری سفید است.